# NGC 3042
NGC 3042 је лентикуларна галаксија у сазвежђу Секстант која се налази на NGC листи објеката дубоког неба.
Деклинација објекта је + 0° 41' 52" а ректасцензија 9h 53m 20,2s. Привидна величина (магнитуда) објекта NGC 3042 износи 12,8 а фотографска магнитуда 13,8. NGC 3042 је још познат и под ознакама UGC 5307, MCG 0-25-30, CGCG 7-54, PGC 28498.